# Hoffmannia arachnipoda
Hoffmannia arachnipoda là một loài thực vật có hoa trong họ Thiến thảo. Loài này được Borhidi & Salas-Mor. mô tả khoa học đầu tiên năm 2008.